# Smutná
La Smutná est une rivière de la Tchéquie et un affluent de la Lužnice et un sous-affluent de l'Elbe. Elle est longue de 48 km et arrose la région de Bohême-du-Sud.